# ادی داوکینز
ادی داوکینز (انگلیسی: Eddie Dawkins؛ زادهٔ ۱۱ اوت ۱۹۸۹) دوچرخه‌سوار اهل نیوزیلند است.
وی در مسابقات کشوری و بین‌المللی در مجموع برندهٔ ۵ مدال طلا، ۷ مدال نقره، ۳ مدال برنز شده‌است.